# بافيل بروزيك

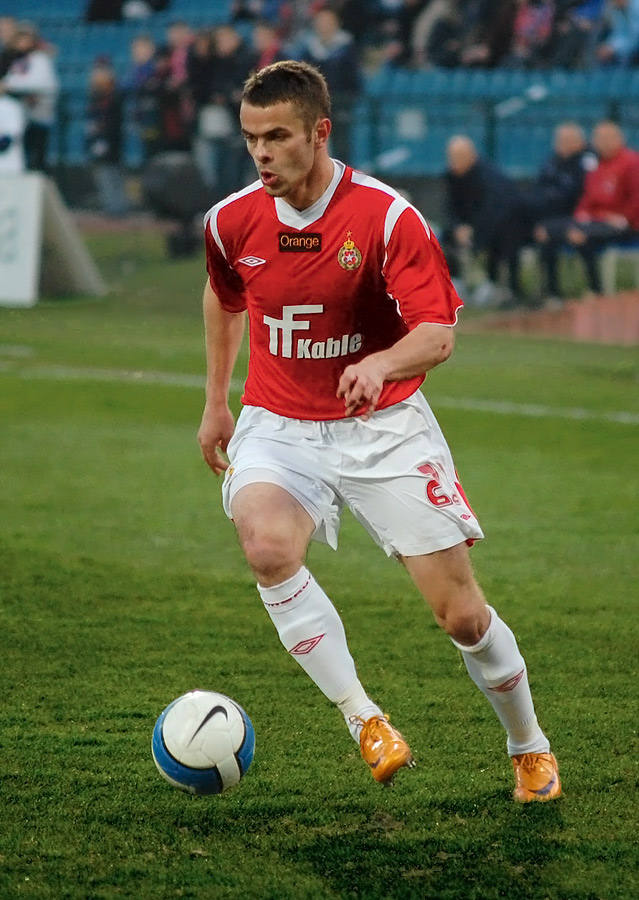

بافيل بروزيك (بالبولندية: Paweł Brożek)‏ (مواليد 21 أبريل 1983 في كيلسي) لاعب كرة قدم بولندي دولي يجيد اللعب في خط الهجوم . يلعب حاليا لصالح نادي فيسلا كراكوف البولندي منذ 2001 .

## روابط خارجية
- بافيل بروزيك على موقع الاتحاد الدولي (مؤرشف)  (الإنجليزية)
- بافيل بروزيك على موقع الاتحاد الأوربي (الإنجليزية)
- بافيل بروزيك على موقع اتحاد تركيا (لاعب) (الإنجليزية)
- بافيل بروزيك على موقع قاعدة بيانات كرة القدم.إي يو (الإنجليزية)
- بافيل بروزيك على موقع ناشيونال فوتبول تيمز (الإنجليزية)
- بافيل بروزيك على موقع Soccerbase.com (لاعب) (الإنجليزية)
- بافيل بروزيك على موقع Soccerway.com (الإنجليزية)
- بافيل بروزيك على موقع عالم كرة القدم.نت (الإنجليزية)
- بافيل بروزيك على موقع AS.com (الإسبانية)